# Stratégie (patron de conception)
Pour les articles homonymes, voir stratégie (homonymie).
 (octobre 2014).
Si vous disposez d'ouvrages ou d'articles de référence ou si vous connaissez des sites web de qualité traitant du thème abordé ici, merci de compléter l'article en donnant les références utiles à sa vérifiabilité et en les liant à la section « Notes et références ».
 (octobre 2014).
- Si vous ne connaissez pas le sujet, laissez ce bandeau (vous pouvez alors contacter les auteurs).
- Si vous supprimez le contenu mis en cause (vous pouvez préalablement contacter les auteurs),

argumentez précisément cette suppression dans la page de discussion
(un manque de référence n'est pas un argument ; une recherche réelle de référence doit avoir été effectuée, être formellement documentée).
En génie logiciel, le patron stratégie est un patron de conception (design pattern) de type comportemental grâce auquel des algorithmes peuvent être sélectionnés à la volée au cours du temps d'exécution selon certaines conditions.
Le patron de conception stratégie est utile pour des situations où il est nécessaire de permuter dynamiquement les algorithmes utilisés dans une application. Le patron stratégie est prévu pour fournir le moyen de définir une famille d'algorithmes, encapsuler chacun d'eux en tant qu'objet, et les rendre interchangeables. Ce patron laisse les algorithmes changer indépendamment des clients qui les emploient.

## Utilisation
Dès lors qu'un objet peut effectuer plusieurs traitements différents, dépendant d'une variable ou d'un état.

## Structure

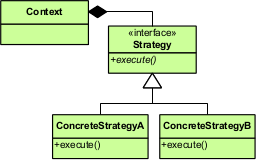
Patron Stratégie en UML

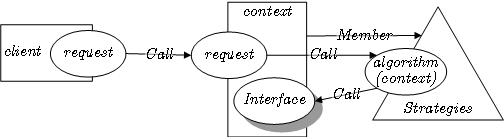
Patron Stratégie en LePUS3
(legend)

## Exemple en C++
```
#include
 
<iostream>

#include
 
<memory>

// IStrategie est l’interface permettant d’exécuter un algorithme

class
 
IStrategie

{

public
:

    
void
 
execute
()
 
{
 
process
();
 
}
 
// NVI

    
virtual
 
~
IStrategie
()
 
=
 
default
;
 
// Héritage, donc destructeur public virtuel

private
:

    
virtual
 
void
 
process
()
 
=
 
0
;
 
// IStrategie::process() est une fonction virtuelle pure

                                
// et de ce fait IStrategie est une classe abstraite

                                
// autrement dit une classe qui ne peut être instanciée

};

class
 
AlgorithmeA
 
:
 
public
 
IStrategie

{

private
:

    
// Chaque Algorithme redéfinit la façon de procéder

    
void
 
process
()
 
override

    
{

        
std
::
cout
 
<<
 
"Traitement A"
 
<<
 
std
::
endl
;

    
}

};

class
 
AlgorithmeB
 
:
 
public
 
IStrategie

{

private
:

    
void
 
process
()
 
override

    
{

        
std
::
cout
 
<<
 
"Traitement B"
 
<<
 
std
::
endl
;

    
}

};

class
 
AlgorithmeC
 
:
 
public
 
IStrategie

{

private
:

    
void
 
process
()
 
override

    
{

        
std
::
cout
 
<<
 
"Traitement C"
 
<<
 
std
::
endl
;

    
}

};

// Contexte est la classe visible par le client.

// Elle fait le lien entre les demandes du client et l’algorithme (ou les algorithmes) à utiliser.

class
 
Contexte
 
final

{

private
:

    
std
::
unique_ptr
<
IStrategie
>
 
strategie
;

public
:

    
Contexte
(
std
::
unique_ptr
<
IStrategie
>
 
new_strategie
)

        
:
 
strategie
(
std
::
move
(
new_strategie
))

    
{}

    
void
 
execute
()

    
{

        
strategie
->
execute
();

    
}

    
void
 
setAlgorithme
(
std
::
unique_ptr
<
IStrategie
>
 
new_strategie
)

    
{

        
strategie
 
=
 
std
::
move
(
new_strategie
);

    
}

};

int
 
main
()

{

    
Contexte
 
contexte
(
std
::
make_unique
<
AlgorithmeA
>
());

    
contexte
.
execute
();
     
// Le contexte va effectuer le traitement A

    
contexte
.
setAlgorithme
(
std
::
make_unique
<
AlgorithmeB
>
());

    
contexte
.
execute
();
     
// Le contexte va effectuer le traitement B

    
contexte
.
setAlgorithme
(
std
::
make_unique
<
AlgorithmeC
>
());

    
contexte
.
execute
();
     
// Le contexte va effectuer le traitement C

    
return
 
0
;

 
}

```

Voir classe abstraite et fonction virtuelle pure.

## Exemple en C#
Des idées semblables amènent à une réalisation à l'aide d'interface.
L'objet qui doit avoir une stratégie adaptable à l'exécution implémente IStrategie : la même interface que d'autres objets. L'objet principal délègue l'exécution de la tâche à un autre objet membre qui implémente IStrategie.
L'objet membre étant déclaré dans la classe comme une interface, son implémentation importe peu, on peut donc changer de stratégie à l'exécution. Cette manière de faire se rapproche du Principe de l'injection de dépendance.
```
using
 
System
;

/// <summary> La manière dont le grand général guidera ses troupes</summary>

interface
 
IStrategie
 
{

    
void
 
MettreEnOeuvre
();

}

/// <summary> Ce grand homme qui fera bientôt des choix décisifs </summary>

class
 
SeigneurDeLaGuerre
 
{

    
/// <summary> une stratégie générique </summary>

    
IStrategie
 
_strategie
;

    
/// <summary> comment changer de stratégie </summary>

    
public
 
IStrategie
 
Strategie
 
{
 
set
 
{
 
_strategie
 
=
 
value
;
 
}
 
}

    
/// <summary> délégation de la tâche </summary>

    
public
 
void
 
PrendreLaVille
()
 
{

        
_strategie
.
MettreEnOeuvre
();

    
}

}

class
 
DéfoncerLePontLevisDeFace
 
:
 
IStrategie
 
{

    
public
 
void
 
MettreEnOeuvre
()
 
{

        
Console
.
WriteLine
(
"Prendre la ville de face en défonçant le pont-levis."
);

    
}

}

class
 
PasserParLaFaceNord
 
:
 
IStrategie
 
{

    
public
 
void
 
MettreEnOeuvre
()
 
{

        
Console
.
WriteLine
(
"Prendre la ville en escaladant la muraille nord."
);

    
}

}

class
 
AttendreQueLaVilleSeRende
 
:
 
IStrategie
 
{

    
public
 
void
 
MettreEnOeuvre
()
 
{

        
Console
.
WriteLine
(
"Attendre qu'il n'y ait plus rien à manger en ville "

            
+
 
"et que tout le monde meure de faim."
);

    
}

}

class
 
SeMarierAvecLaCousineDuDuc
 
:
 
IStrategie
 
{

    
public
 
void
 
MettreEnOeuvre
()
 
{

        
Console
.
WriteLine
(
"Organiser un mariage avec la cousine du Duc "

            
+
 
"alors qu'elle rejoint la ville de retour des Baléares "

            
+
 
"et inviter toute la ville à une grande fête."
);

    
}

}

/// <summary> Différentes situations </summary>

enum
 
Météo
 
{

    
IlFaitBeau
,

    
IlYADuBrouillard
,

    
IlFaitTropChaudPourTravailler
,

    
IlPleut

}

class
 
Program
 
{

    
static
 
void
 
Main
()
 
{

        
// notre acteur

        
var
 
kevin
 
=
 
new
 
SeigneurDeLaGuerre
();

        
// les aléas du système

        
var
 
météo
 
=
 
(
Météo
)(
new
 
Random
().
Next
(
0
,
 
4
));

        
// une liaison tardive

        
switch
 
(
météo
)
 
{

            
case
 
Météo
.
IlFaitBeau
:
 

                
kevin
.
Strategie
 
=
 
new
 
DéfoncerLePontLevisDeFace
();
 
break
;

            
case
 
Météo
.
IlYADuBrouillard
:
 

                
kevin
.
Strategie
 
=
 
new
 
PasserParLaFaceNord
();
 
break
;

            
case
 
Météo
.
IlFaitTropChaudPourTravailler
:

                
kevin
.
Strategie
 
=
 
new
 
AttendreQueLaVilleSeRende
();
 
break
;

            
case
 
Météo
.
IlPleut
:

                
kevin
.
Strategie
 
=
 
new
 
SeMarierAvecLaCousineDuDuc
();
 
break
;

            
default
:
 

                
throw
 
new
 
Exception
(
"Nan finalement seigneur de la guerre c'est "

                    
+
 
"pas cool comme job : vous décidez d'aller cueillir "

                    
+
 
"des champignons dans le Périgord."
);

        
}

        
// une exécution aux petits oignons

        
kevin
.
PrendreLaVille
();

    
}

}

```

## Exemple en Delphi
Source : Delphi GOF Design Patterns (CodePlex)
```
unit
 
strategy
;

interface

type

 
TContext
 
=
 
class
;

 
IStrategy
 
=
 
interface

 
[
'{7F63C143-98D0-4B8C-A02B-894D145BB745}'
]

   
function
 
Move
(
c
:
 
TContext
)
:
 
integer
;

 
end
;

 
TStrategy1
 
=
 
class
(
TInterfacedObject
,
 
IStrategy
)

 
public

   
function
 
Move
(
c
:
 
TContext
)
:
 
integer
;

 
end
;

 
TStrategy2
 
=
 
class
(
TInterfacedObject
,
 
IStrategy
)

 
public

   
function
 
Move
(
c
:
 
TContext
)
:
 
integer
;

 
end
;

 
TContext
 
=
 
class

 
private

   
FStrategy
:
 
IStrategy
;

   
FCounter
:
 
integer
;

 
public

   
constructor
 
Create
(
counter
:
 
integer
)
;

   
function
 
Algorithm
:
 
integer
;

   
procedure
 
SetStrategy
(
s
:
 
IStrategy
)
;

   
property
 
counter
:
 
integer
 
read
 
FCounter
 
write
 
FCounter
;

 
end
;

implementation

{ TStrategy1 }

function
 
TStrategy1
.
Move
(
c
:
 
TContext
)
:
 
integer
;

begin

 
c
.
Counter
 
:=
 
c
.
Counter
 
+
 
1
;

 
Result
 
:=
 
c
.
Counter
;

end
;

{ TStrategy2 }

function
 
TStrategy2
.
Move
(
c
:
 
TContext
)
:
 
integer
;

begin

 
c
.
Counter
 
:=
 
c
.
Counter
 
-
 
1
;

 
Result
 
:=
 
c
.
Counter
;

end
;

{ TContext }

function
 
TContext
.
Algorithm
:
 
integer
;

begin

 
Result
 
:=
 
FStrategy
.
Move
(
Self
)

end
;

constructor
 
TContext
.
Create
(
counter
:
 
integer
)
;

begin

 
inherited
;

 
FCounter
 
:=
 
counter
;

 
FStrategy
 
:=
 
TStrategy1
.
Create
;

end
;

procedure
 
TContext
.
SetStrategy
(
s
:
 
IStrategy
)
;

begin

 
FStrategy
 
:=
 
s
;

end
;

end
.

{ fichier projet }

program
 
Behavioral
.
strategy
.
Pattern
;

{$APPTYPE CONSOLE}

uses

  
SysUtils
,

  
strategy
 
in
 
'strategy.pas'
;

var

 
context
:
 
TContext
;

 
i
:
 
integer
;

begin

 
try

   
context
 
:=
 
TContext
.
Create
(
12
)
;

   
context
.
SetStrategy
(
TStrategy1
.
Create
)
;

   
try

     
for
 
i
 
:=
 
0
 
to
 
30
 
do
 
begin

       
if
 
i
 
=
  
15
 
then
 
begin

         
WriteLn
(
#10
 
+
 
'|| '
)
;

         
context
.
SetStrategy
(
TStrategy2
.
Create
)
;

       
end
;

       
Write
(
IntToStr
(
context
.
Algorithm
)
 
+
 
' '
)
;

     
end
;

     
ReadLn
;

   
finally

     
context
.
Free
;

   
end
;

 
except

   
on
 
E
:
Exception
 
do

     
Writeln
(
E
.
Classname
,
 
': '
,
 
E
.
Message
)
;

 
end
;

end
.

```

## Exemple en Java

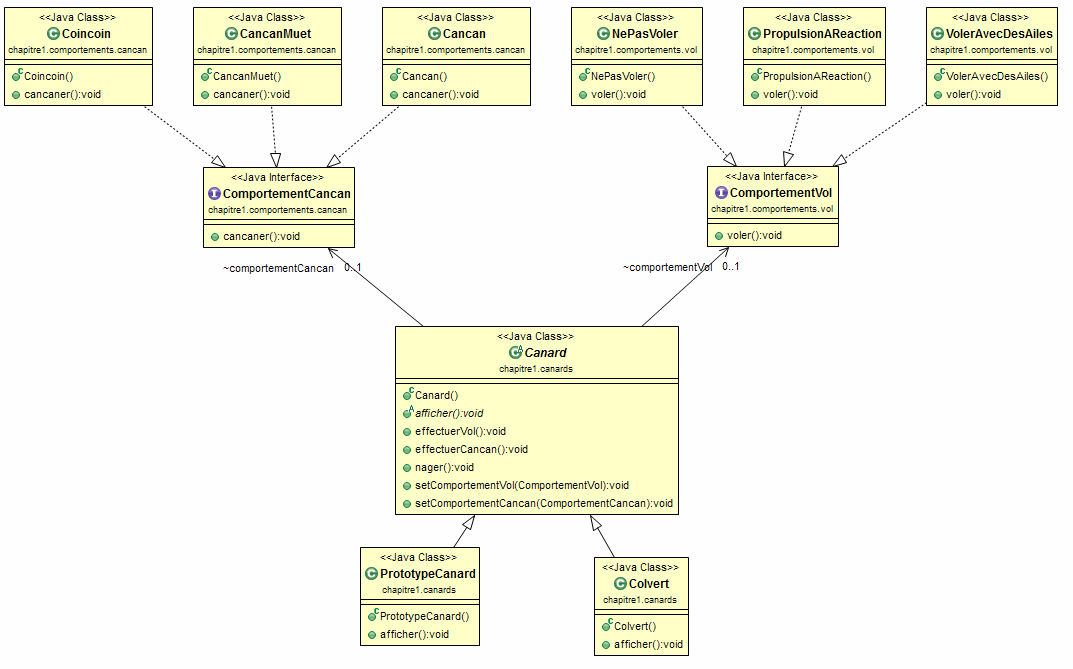
Diagramme UML illustrant l'exemple

Nous savons que voler() et cancaner() sont les parties de la classe Canard qui varient d’un canard à l’autre.
Pour séparer ces comportements de la classe Canard, nous extrayons ces deux méthodes de la classe et nous créons un nouvel ensemble de classes pour représenter chaque comportement.

Canard utilise des attributs de type interface ComportementVol et ComportementCancan (le "bruit" du canard).
Ce sont ces interfaces qui encapsulent le code des méthodes effectuerVol() et effectuerCancan().
Ce sont ces méthodes que nous souhaitons encapsuler, selon le patron de conception stratégie, afin de les rendre interchangeables.
Malgré notre volonté de rendre ces méthodes interchangeables :
- il reste d'autres méthodes que nous souhaitons conserver communes : ici la méthode nager().
- et d'autres méthodes que nous souhaitons spécifique à l'implémentation choisie : ici la méthode afficher().

```
public
 
abstract
 
class
 
Canard
 
{

	
ComportementVol
 
comportementVol
;

	
ComportementCancan
 
comportementCancan
;

	
public
 
Canard
()
 
{

	
}

	
public
 
abstract
 
void
 
afficher
();

	
public
 
void
 
effectuerVol
()
 
{

		
comportementVol
.
voler
();

	
}

	
public
 
void
 
effectuerCancan
()
 
{

		
comportementCancan
.
cancaner
();

	
}

	
public
 
void
 
nager
()
 
{

		
System
.
out
.
println
(
"Tous les canards flottent, même les leurres!"
);

	
}

	
public
 
void
 
setComportementVol
(
ComportementVol
 
comportementVol
)
 
{

		
this
.
comportementVol
 
=
 
comportementVol
;

	
}

	
public
 
void
 
setComportementCancan
(
ComportementCancan
 
comportementCancan
)
 
{

		
this
.
comportementCancan
 
=
 
comportementCancan
;

	
}

}

```

Maintenant, nous allons spécialiser cette classe Canard en implémentant deux nouvelles classes héritant de Canard.

La classe Colvert :
```
public
 
class
 
Colvert
 
extends
 
Canard
 
{

    
public
 
Colvert
()
 
{

		
comportementVol
 
=
 
new
 
VolerAvecDesAiles
();

		
comportementCancan
 
=
 
new
 
Cancan
();

	
}

	
public
 
void
 
afficher
()
 
{

		
System
.
out
.
println
(
"Je suis un vrai colvert"
);

	
}

}

```

Et la classe PrototypeCanard :
```
public
 
class
 
PrototypeCanard
 
extends
 
Canard
 
{

    
public
 
PrototypeCanard
()
 
{

        
comportementVol
 
=
 
new
 
NePasVoler
();

        
comportementCancan
 
=
 
new
 
Cancan
();

    
}

    
public
 
void
 
afficher
()
 
{

        
System
.
out
.
println
(
"Je suis un prototype de canard"
);

    
}

}

```

L'attribut comportementVol est un objet dont la classe implémente l'interface ComportementVol.
```
public
 
interface
 
ComportementVol
 
{

	
public
 
void
 
voler
();

}

```

L'attribut comportementCancan est un objet dont la classe implémente l'interface ComportementCancan.
```
public
 
interface
 
ComportementCancan
 
{

  
public
 
void
 
cancaner
()
 
;

}

```

Il est alors possible de spécifier autant de ComportementVol et de ComportementCancan que nécessaire, simplement en créant de nouvelle classe implémentant ces deux interfaces.

À charge ensuite à ces classes d'implémenter les méthodes voler() ...
```
public
 
class
 
VolerAvecDesAiles
 
implements
 
ComportementVol
 
{

	
public
 
void
 
voler
()
 
{

		
System
.
out
.
println
(
"Je vole !!"
);

	
}

}

public
 
class
 
NePasVoler
 
implements
 
ComportementVol
 
{

	
public
 
void
 
voler
()
 
{

		
System
.
out
.
println
(
"Je ne sais pas voler"
);

	
}

}

```

... et cancaner() pour spécifier le comportement désiré.
```
public
 
class
 
Cancan
 
implements
 
ComportementCancan
 
{

	
public
 
void
 
cancaner
()
 
{

		
System
.
out
.
println
(
"Cancan"
);

	
}

}

```

## Exemple en Smalltalk
Ici, le comportement d'une voiture peut être modifié en fonction de la stratégie de conduite:
```
ConduiteSport
>>
avance

  
Transcript
 
show:
 
'à fond à fond'
;
 
cr

ConduiteTranquille>>
avance

  
Transcript
 
show:
 
'on roule doucement'
;
 
cr

Voiture>>
modeSport

  
strategieConduite
 
:=
 
ConduiteSport
 
new

Voiture>>
modeTranquille

  
strategieConduite
 
:=
 
ConduiteTranquille
 
new

Voiture>>
avance

  
strategieConduite
 
avance

```

On peut donc écrire:
```
maVoiture
 
:=
 
Voiture
 
new
.

maVoiture
 
modeSport
.

maVoiture
 
avance
.
 
"Affiche 'à fond à fond'"

maVoiture
 
modeTranquille
.

maVoiture
 
avance
.
 
"Affiche 'on roule doucement'"

```